# Johann Kaspar Horn
Johann Caspar Horn o Kaspar (Feldsberg vers 1640) [...?]) va ser un compositor, metge i músic alemany. A Dresden va estar connectat amb Heinrich Schütz.
Introduí una modificació important en la suite alemanya, que adaptà a l'estil francès, i va compondre un gran nombre d'obres, a saber: Perergon, per a dos violins, 2 violes i baix continu; 5 Sonatines; 6 cors dobles a 12 veus; Musikalische Tugend-und Jugengedichte, de 1 a 6 parts vocals i 5 instrumentals (1678), i Geistliche Harmonien durchs danze Jahr, per a 4 parts vocals i 4 instruments (1680).